# 火棘

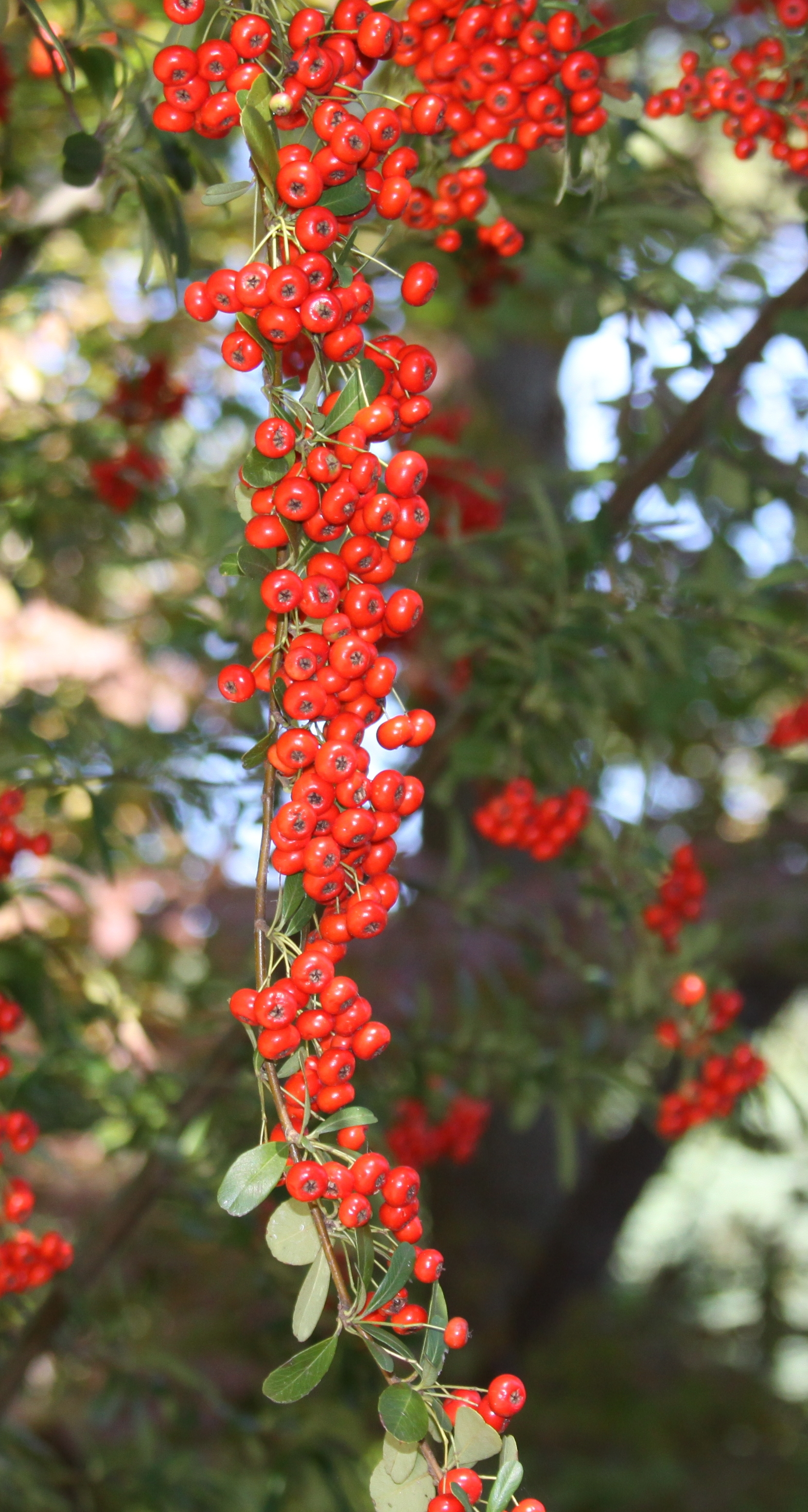
果實

火棘（学名：Pyracantha crenatoserrata）为蔷薇科火棘属的植物，原產於华中地区，为中国的特有植物。

## 形态
常绿灌木；枝有棘刺；长椭圆形或披针形革质的叶子互生，叶子先端钝，顶端有刺毛，边缘有圆锯齿，表面绿色有光泽；春夏之间开白色花，伞房花序；橙红至火红色的果实秋天熟，经久不凋。原产于亚洲和欧洲东南部。常栽培以观赏其美丽的浆果状果实，也常种作围篱，或用作墙树，棚树。叶小，卵圆形，具短柄，花小，白色，簇生。果实橙色或淡红色，可在枝上保留到冬季。

## 分布
分布于中国大陆的广西、浙江、陕西、湖北、湖南、福建、西藏、河南、江苏、云南、四川、贵州等地，生长于海拔500米至2,800米的地区，常生于丘陵地阳坡灌丛草地、山地或河沟路旁，常用作园林观赏灌木及制作盆景。

## 用途
火棘果實成熟時豔紅亮麗，成株結實可達數千粒，美麗壯觀，為觀果珍品。
這些可愛的小果實不僅可以欣賞，還可以釀酒，甚至可以磨成粉代替米糧，是作戰期間的救荒糧食，因此在中國大陸有「救兵糧」之別稱。

## 别名
火把果、救兵粮（云南土名），救军粮（贵州、四川、湖北土名），救命粮（陕西土名），红子（贵州、湖北土名）

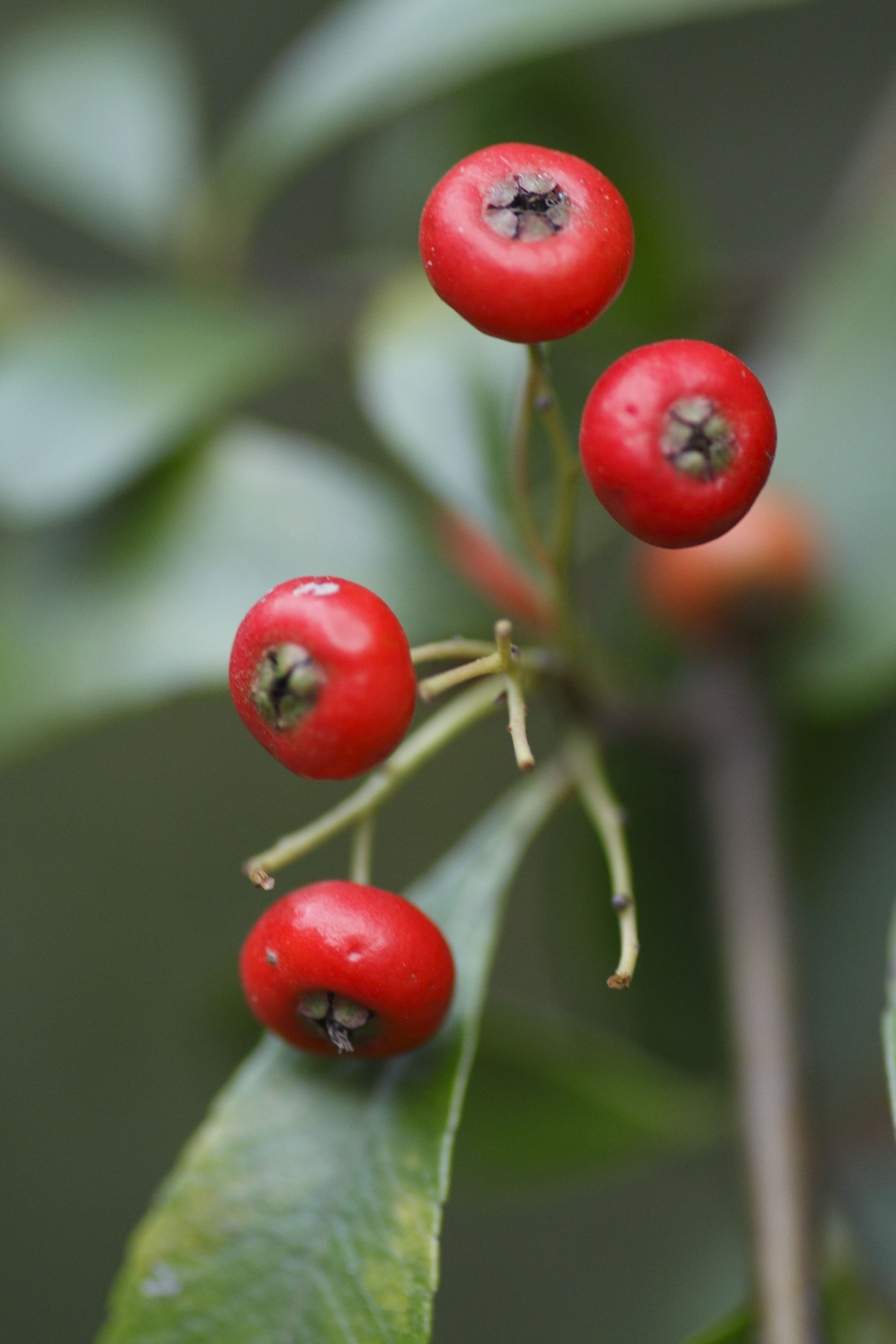
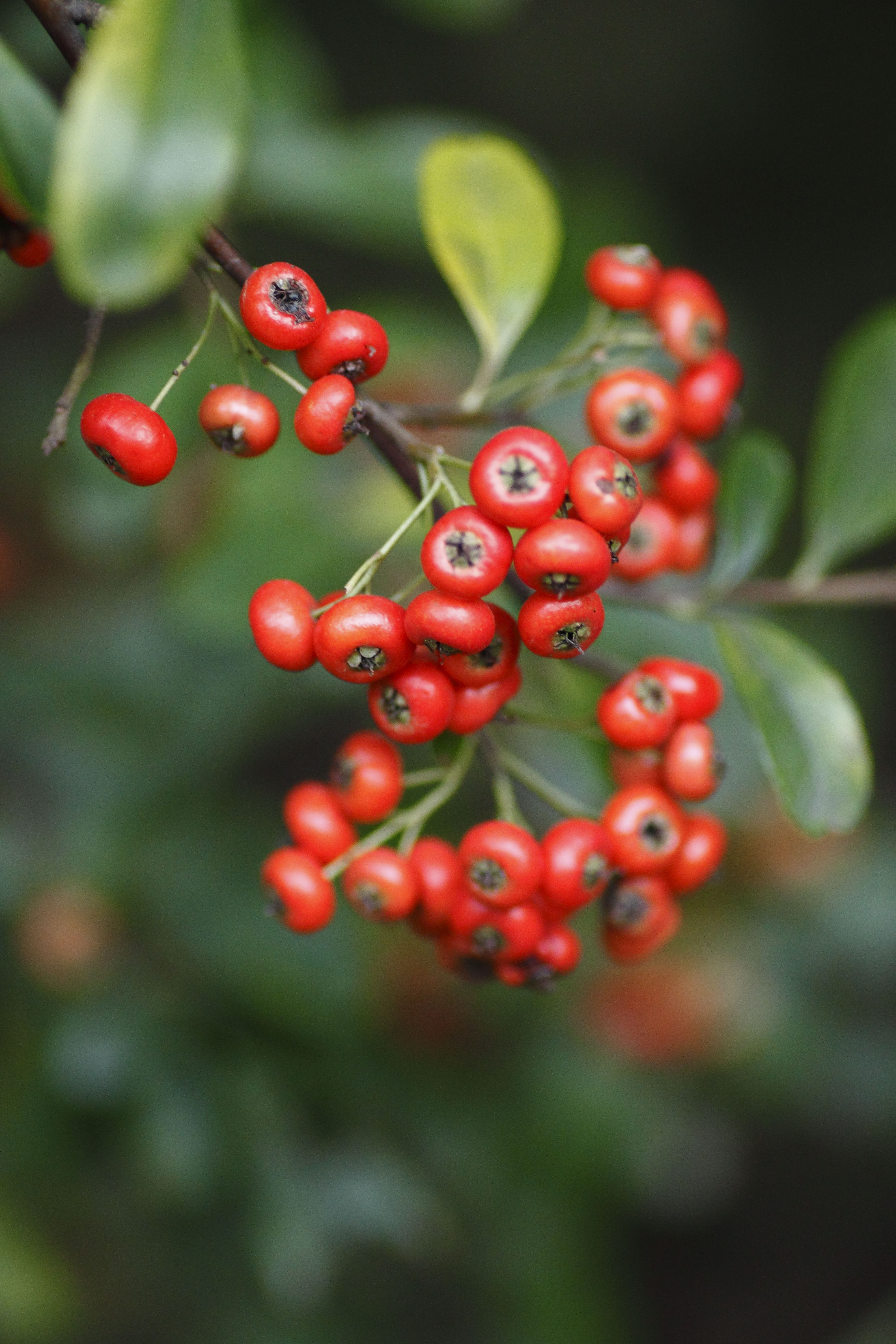
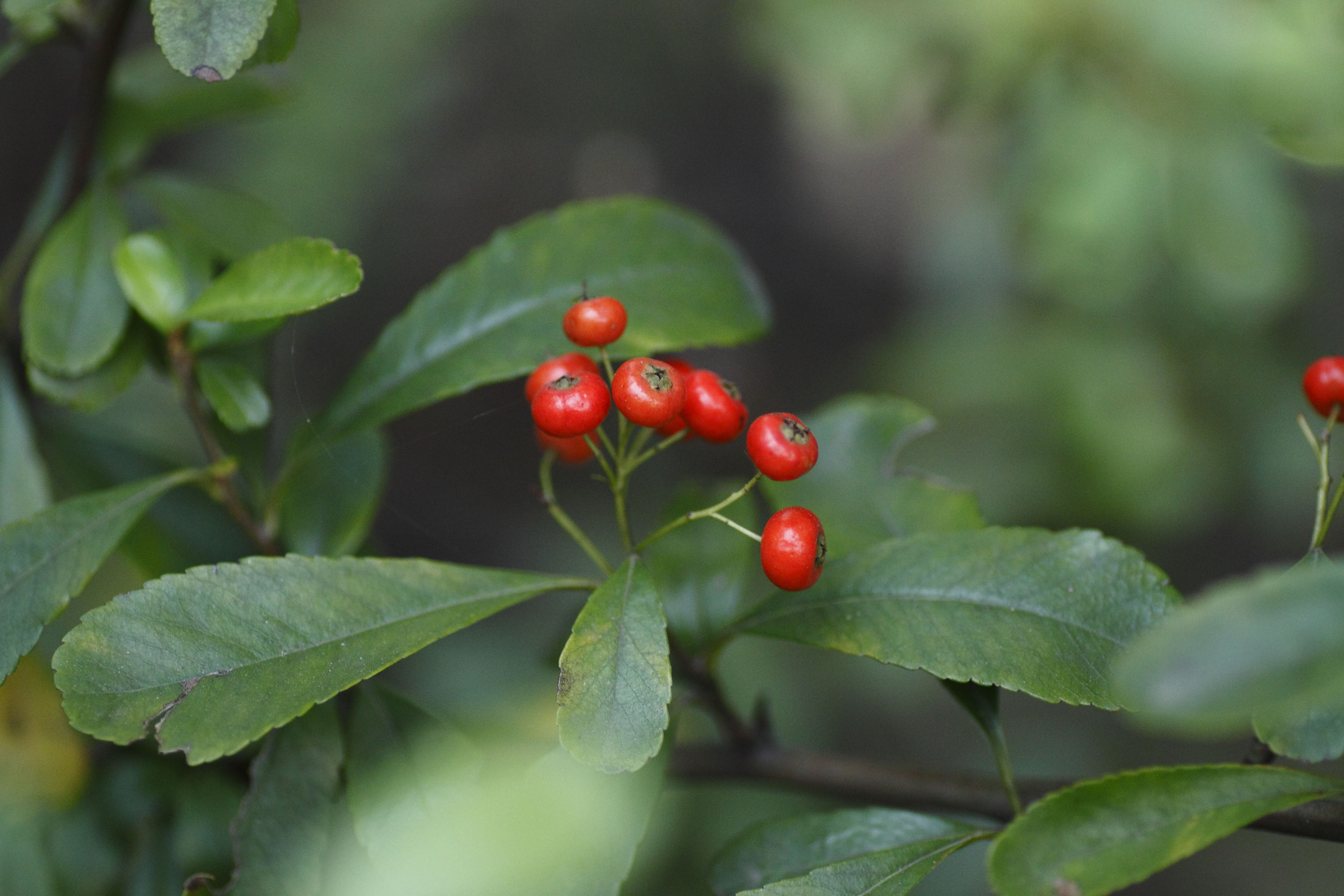
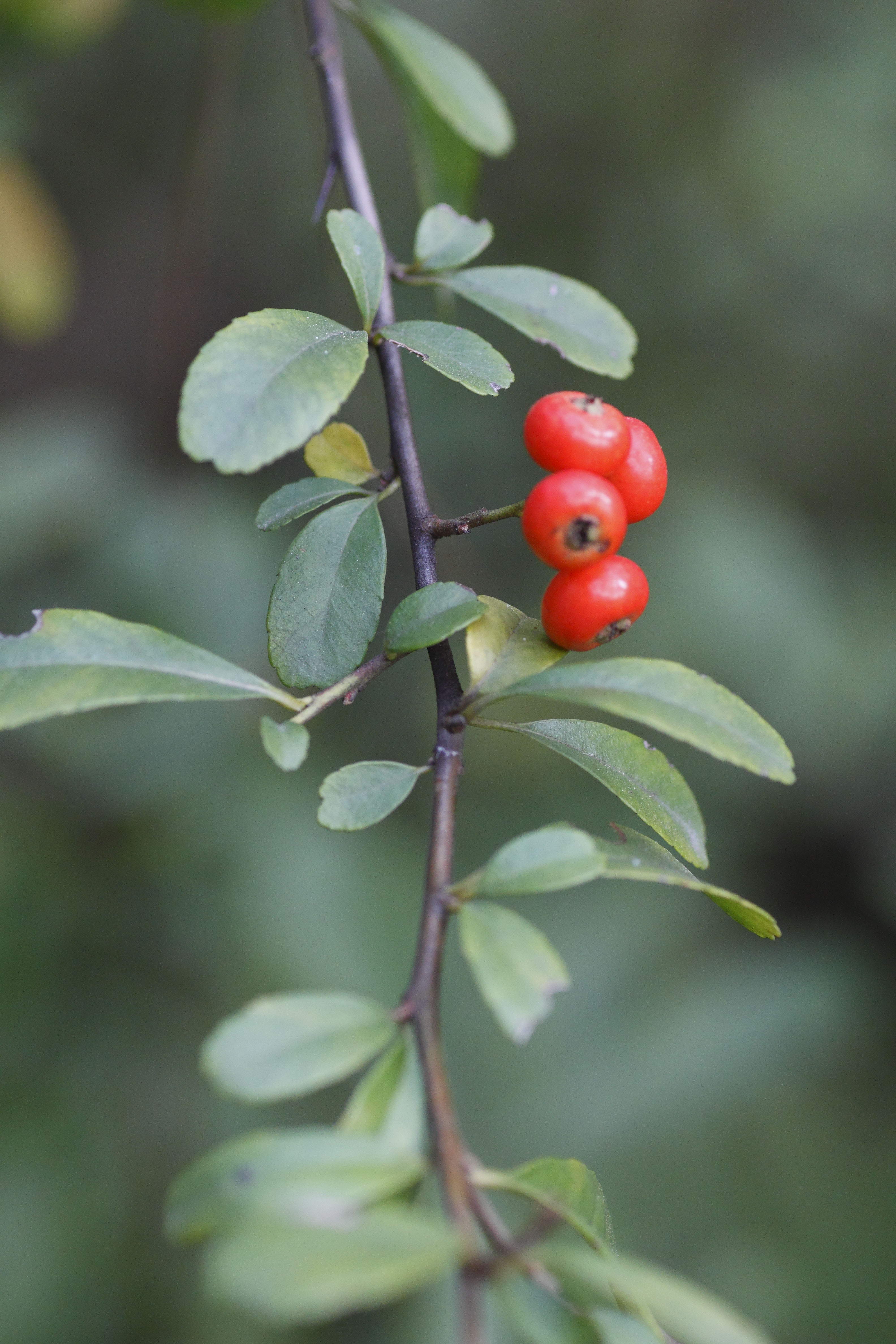
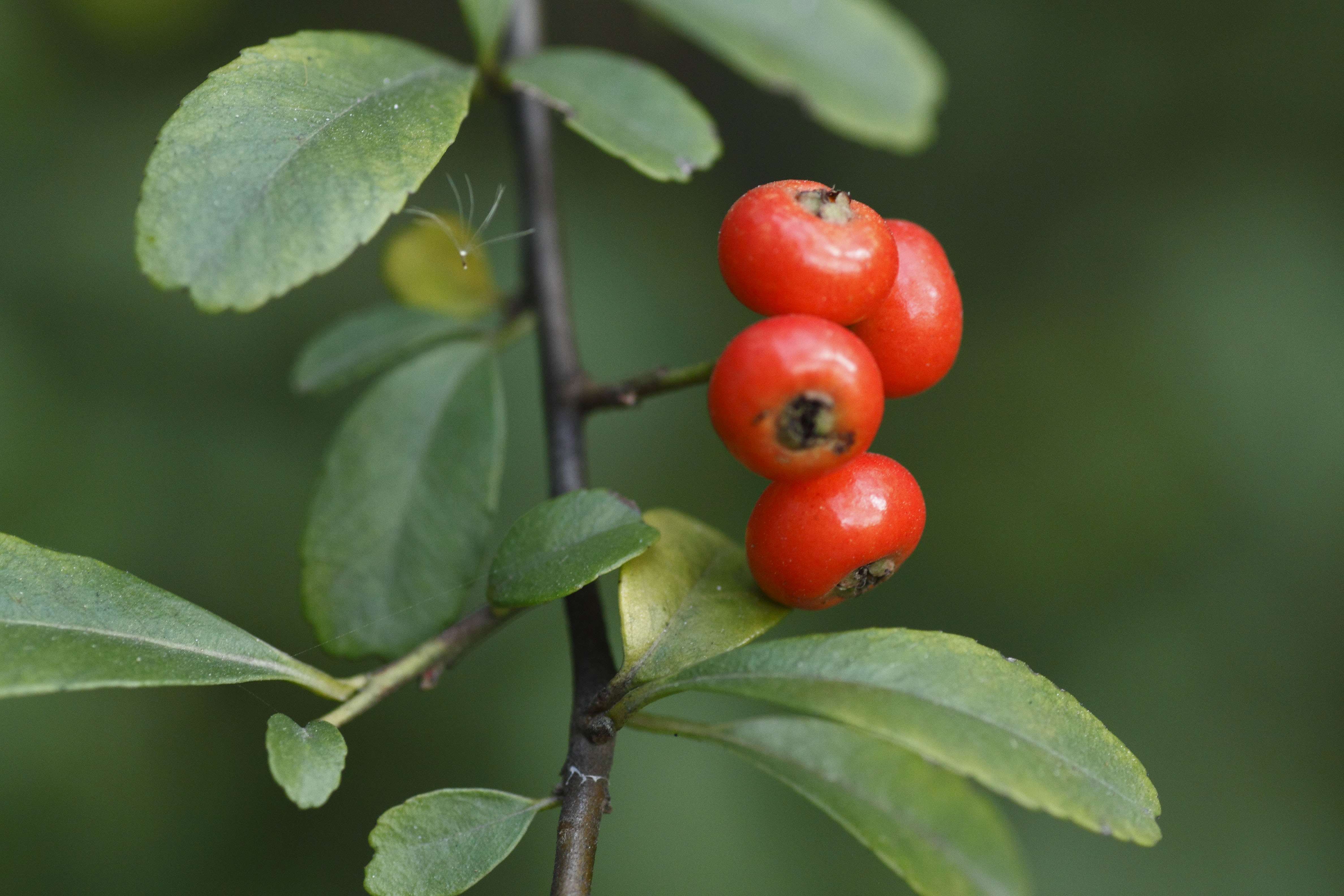